# نورتویو
نورتویو (انگلیسی: Northwave) شرکت تجهیزات ورزشی ایتالیایی است، که در سال ۱۹۹۱ توسط جیانی پیوا تأسیس شد.